# Piotr V (koptyjski patriarcha Aleksandrii)
Piotr V – patriarcha Koptyjskiego Kościoła Ortodoksyjnego od roku od 1340 do 1348.